# Portulaca paucistaminata
Portulaca paucistaminata är en portlakväxtart som beskrevs av Karl von Poellnitz. Portulaca paucistaminata ingår i släktet portlaker, och familjen portlakväxter. Inga underarter finns listade i Catalogue of Life.